# ジョン・ウィリアム・ダン

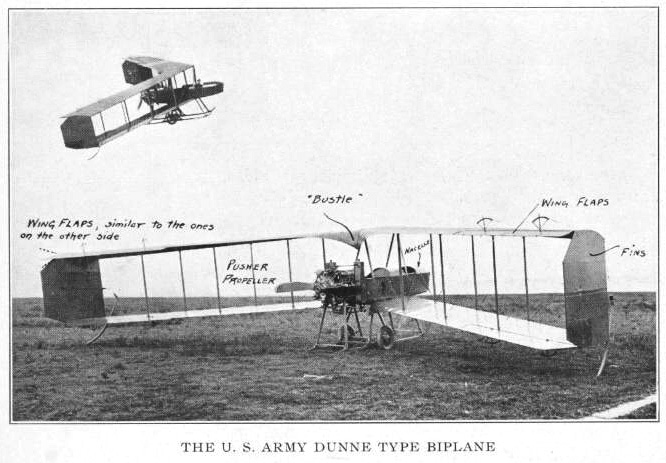
ダンの無尾翼機

ジョン・ウィリアム・ダン（John William Dunne、1875年 - 1949年）は、イギリスの航空エンジニア、軍人、思索家。「デューン」とも表記するが、発音は「ダン」の方に近い。J・W・ダンと略されることが多い。
1900年代（S・F・コーディとほぼ同時期に）、イギリス陸軍の下で（大尉として）飛行機の開発に取り組んだ。ダンの飛行機は安定性に優れた全翼機（無尾翼機）で、イギリス最初の飛行機の一つであった。軍用機の黎明期に多くの機種に関わったことで、航空エンジニアとして名を成した。
ボーア戦争に従軍（最終軍歴は大尉？）。独自の「時間の理論」、「夢の理論」を提唱した思索家としても知られる。

## 思想と著作
1902年、プレー山噴火の予知夢を見たことで、ダンは時間の性質に真剣な興味を持つようになった。何年にも渡る予知夢と幻覚の実験を通じて、ダンは、人間が時間を直線的だと感じるのは五官がもたらす錯覚だと考えるようになった。ダンは、過去・現在・未来の事象は実際には同時に起こるのであって、単に人間の知覚がそれを連続的だと捉えているだけだと主張した。夢を見ている時はその束縛が解けて、過去と未来が等しく容易に知覚できるのだと彼は信じていた。
二冊の有名な著作、An Experiment with Time (1927)とThe Serial Universe (1934)は以上の思想をより詳しく述べてたものである。（時間に関して広いスケールで探求された）意識についての科学的な説明として、なおかつ（世界の宗教の神秘的な伝統に含まれる）普遍的な質問に答える理論として、オルダス・ハクスリーやJ・B・プリーストリーのような人物はこの二冊を熱狂的に受け入れた。プリーストリーはこれらに基づいてTime and Conways、An Inspector Calls、Dangerous Cornerといった戯曲を書いている。またT・S・エリオットがFour Quartetsの直前に発表したものは、ダンの直接的影響を受けたかどうかは明らかでないが、ダンの時間理論と類似している。

## 著書
- Sunshine and the Dry-Fly (1924)
- An Experiment with Time (1927)
- The Serial Universe (1934)
- The League of Northwest Europe (1936)
- The Jumping Lions of Borneo (1937)
- The New Immortality (1938)
- An Experiment with St. George (1938)
- Nothing Dies (1946)